# 1980年世界羽毛球錦標賽
1980年世界羽毛球錦標賽為第2届世界羽毛球錦標賽，是一項全球性的羽毛球賽事，由國際羽毛球聯合會主辦。本屆賽事於1980年5月26日-31日在印度尼西亚雅加达舉行。
1979年世界羽毛球錦標賽為另一國際羽毛球組織世界羽毛球联合会（WBF）所主辦的第2屆世錦賽，直至1981年兩個組織合併後，才在1983年舉辦第3屆世界羽毛球锦标赛。

## 獎牌榜

### 國家獎牌榜
| 排名 | 国家／地区 | 金牌 | 银牌 | 铜牌 | 總數 |
| ---- | ---------- | ---- | ---- | ---- | ---- |
| 1    | 印度尼西亞 | 4    | 4    | 3    | 11   |
| 2    | 英格兰     | 1    | 1    | 1    | 3    |
| 3    | 丹麦       | 0    | 0    | 4    | 4    |
| 4    | 日本       | 0    | 0    | 1    | 1    |
| 4    | 马来西亚   | 0    | 0    | 1    | 1    |
| 總數 | 總數       | 5    | 5    | 10   | 20   |

- 主辦國

### 項目獎牌榜
| 項目     | 金牌                  | 银牌                     | 铜牌                          |
| 男子單打 | 梁海量                | 林水镜                   | 哈迪揚托                      |
| 男子單打 | 梁海量                | 林水镜                   | 劉邦高                        |
| 女子單打 | 維拉華蒂·維哈爾喬     | 李英華                   | 麗娜·科彭                     |
| 女子單打 | 維拉華蒂·維哈爾喬     | 李英華                   | 塔蒂·蘇米拉                   |
| 男子雙打 | 張鑫源 紀明發         | 陳金德 楊榮美            | 弗來明·戴夫斯 斯蒂恩·斯科夫高 |
| 男子雙打 | 張鑫源 紀明發         | 陳金德 楊榮美            | 米斯本·西迪 賈蘭尼·西迪       |
| 女子雙打 | 諾拉·佩里 珍·韋伯斯特 | 維拉華蒂·維哈爾喬 黃祖金 | 凱倫·布里吉 Barbara Sutton    |
| 女子雙打 | 諾拉·佩里 珍·韋伯斯特 | 維拉華蒂·維哈爾喬 黃祖金 | 米倉よし子 德田敦子           |
| 混合雙打 | 紀明發 黃祖金         | 麥克·崔格特 諾拉·佩里    | 斯蒂恩·弗萊德伯格 Pia Nielsen |
| 混合雙打 | 紀明發 黃祖金         | 麥克·崔格特 諾拉·佩里    | 斯蒂恩·斯科夫高 麗娜·科彭     |

## 外部連結
- （英文）BWF Results
- （简体中文）. 搜狐體育. 2007-08-11  [2017-08-13]. （原始内容存档于2017-08-13）.